# Оносма синяковидная
Оно́сма синякови́дная (лат. Onósma echioídes) — типовой вид рода Оносма (Onosma) семейства Бурачниковые (Boraginaceae).

## Ботаническое описание
Дернообразующее многолетнее травянистое растение, образующее цветоносы. Они достигают 10—30 см в высоту, прямостоячие, неразветвлённые или ветвящиеся, покрыты редкими серебристыми волосками, которые иногда образуют отогнутые назад щетинки в форме звезды. Нижние листья 2—6 см длиной и 1—7 мм шириной, линейные или линейно-продолговатые, редко или густо опушены с звездовидными щетинками. Эти щетинки достигают 1—1,5 мм в длину, белые, серые или жёлтые, расходятся на 0,3—0,4 мм.
Цветоножки до 2 мм длиной. Прицветники короче чашечки или имеют такую же длину. Максимальная её длина — 10 мм, при формировании плода она увеличивается до 15 мм, покрыта простыми или звёздчатыми щетинками. Венчик 18—25 мм длиной, бледно-жёлтый, опушённый. Его длина больше длины чашечки в около 2 раза, цилиндрический сверху и сужающийся к основанию.
Плод — блестящий гладкий орешек 2—5 мм длиной.

## Ареал
Вид произрастает в Италии, Сицилии и западной части Балканского полуострова.